# Ledokdawan
Ledokdawan is een bestuurslaag in het regentschap Grobogan van de provincie Midden-Java, Indonesië. Ledokdawan telt 5176 inwoners (volkstelling 2010).